# 郭道卿
郭道卿，元朝兴化莆田人。
他的四世祖郭义重至孝，南宋绍兴年间下诏旌表，乡里为他立孝子祠。至元初年附元。福建盗兴，居民逃跑，郭道卿与弟郭佐卿守在孝子祠前不忍离去，都被盗寇所执。盗寇将杀郭佐卿，郭道卿哭着说：“我有儿子已经长大，弟弟年轻儿子年幼，请代弟死。”郭佐卿也哭着说：“我家之事靠哥哥主持，请杀我。”郭道卿引颈请刃。盗寇说：“你们孝门兄弟如此，我们怎忍心杀害。”都放走了。郭道卿活到八十岁，子郭廷炜为建宁路平准行用库使，辞官归乡侍养父亲。郭道卿患有疝病，病危，郭廷炜忧劳扶护，一夜之间头发尽白。有司上奏，朝廷旌表。